# エウリキウス・コルドゥス
エウリキウス・コルドゥス（Euricius Cordus 、本名: Heinrich Ritze、1486年 - 1535年12月24日）はドイツの詩人、医師、植物学者である。

## 略歴
ヘッセン州のSimtshausenの農家の13人兄弟の末子に生まれた。ラテン名のCordusは遅く生まれたということから選ばれた。父親を子供時代に失った。フランケンベルクの学校で、後に有名な詩人となるHelius Eobanus Hessus（本名:Eoban Koch）と友人になった。1516年にエアフルト大学で学位を得た後、ライプツィヒに学び、古典学者のヨアヒム・カメラリウス（Joachim Camerarius）と知り合った。 

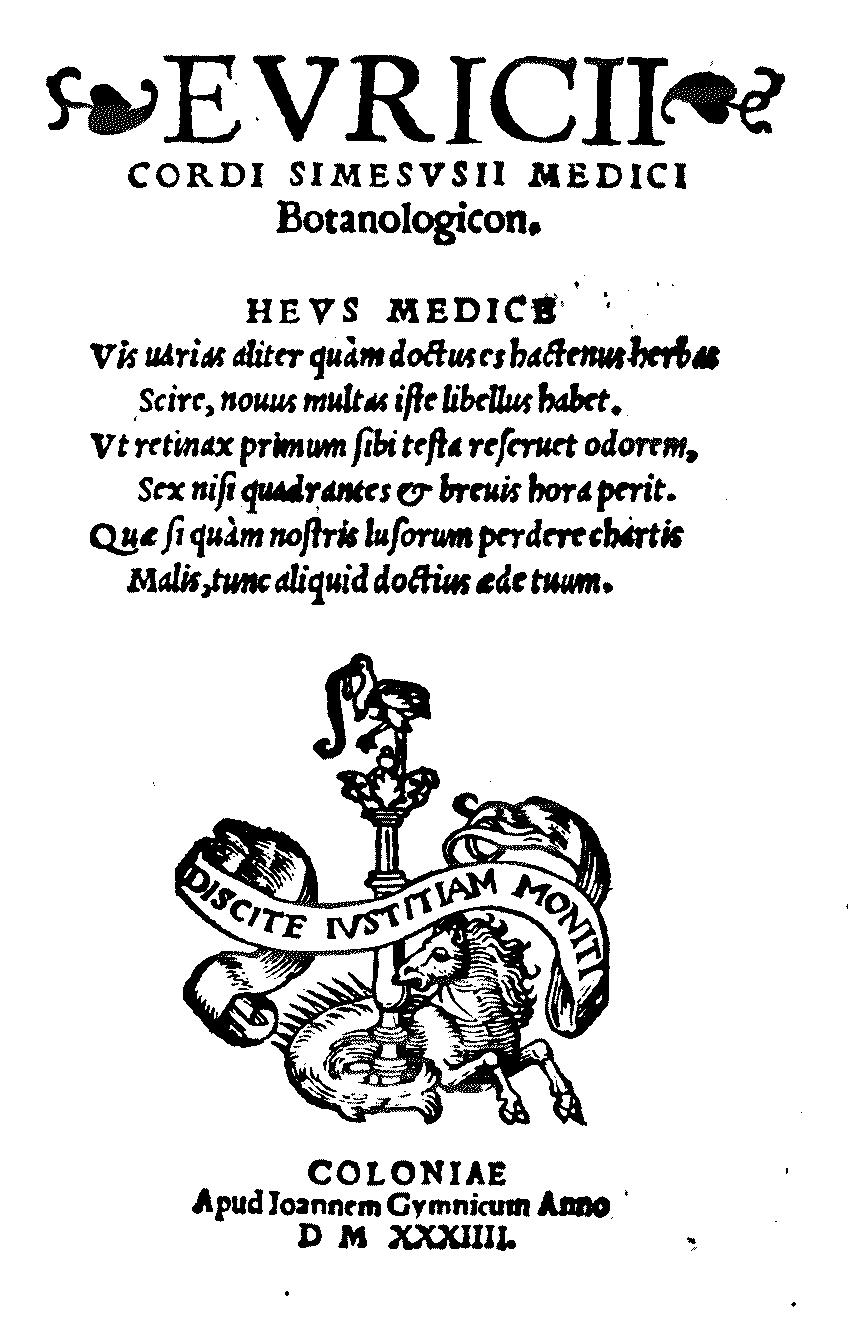
Botanologicon

エアフルトに戻り、Hessusと神学校を開くが、1521年には閉鎖された。その後イタリアのフェラーラ大学に医学を学ぶために移り医学の博士号を得た。数年間、医者として働いた後、1527年にプロテスタントの大学としてマールブルク大学が設立されると医学の教授となった。2度ほど学長も務めるが、宗教上の紛争などで7年間で大学をやめた。
ギリシャやラテン語の詩の翻訳や警句家としても知られる。自然科学の分野では薬用植物を研究し、1534年にBotanologicon（『植物に関する対話』）という5人の人物の対話の形式をとった著作などを発表した。マールブルクで最初の研究用の薬草園を作った人物とされる。
息子のヴァレリウス・コルドゥス（Valerius Cordus）も薬学者で、ヨーロッパ最初の公定された薬局方、『Dispensatorium薬法書』を編集した人物である。